# Madunga
Madunga è una circoscrizione rurale (rural ward) della Tanzania situata nel distretto di Babati, regione del Manyara. Conta una popolazione di 21 094 abitanti (censimento 2012).